# فهرست پرفروش‌ترین فیلم‌های سینمای تامیل
فهرست پرفروش‌ترین فیلم‌های سینمای تامیل (انگلیسی: List of highest-grossing Tamil films)، سینمای تامیل که در نزد عموم با نام کالیوود معروف است، یک صنعت فیلمسازی است که در چنای، تامیل نادو مستقر است. در این صنعت فیلمسازی، بیشتر فیلم‌ها به زبان تامیل ساخته می‌شوند. هاریداس، اولین فیلم تامیل بود که سال ۱۹۴۴ در سراسر هند پخش شد.
| * | نشان دهنده فیلم‌هایی است که هنوز در حال اکران هستند |

## پرفروش‌ترین فیلم‌ها در سراسر جهان
در جدول زیر فهرست فیلم‌های تامیل که به فروشی برابر با حداقل ۲۰۰ کرور روپیه در سراسر جهان دست یافته‌اند، آمده‌است.
جدول زیر یک فهرست متغیر است و ممکن است هرگز نتواند استانداردهای خاص برای کامل شدن را برآورده نماید.
| رتبه | نام فیلم               | فروش جهانی بر حسب کرور روپیه | سال  | مرجع         |
| ---- | ---------------------- | ---------------------------- | ---- | ------------ |
| ۱    | ۲٫۰                    | ۶۹۹٫۸۹ کرور روپیه            | ۲۰۱۸ | [ ۱ ]        |
| ۲    | زندانبان               | ۶۰۷ کرور روپیه               | ۲۰۲۳ | [ ۲ ] [ ۳ ]  |
| ۳    | لئو                    | ۶۰۵٫۲۵–۶۲۰٫۵ کرور روپیه      | ۲۰۲۳ | [ ۴ ] [ ۵ ]  |
| ۴    | پونیین سلوان: قسمت اول | ۴۹۵ کرور روپیه               | ۲۰۲۲ | [ الف ]      |
| ۵    | ویکرام                 | ۴۳۵ کرور روپیه               | ۲۰۲۲ | [ ۸ ] [ ب ]  |
| ۶    | پونیین سلوان: قسمت دوم | ۳۴۵ کرور روپیه               | ۲۰۲۳ | [ ۱۴ ]       |
| ۷    | روبات                  | ۳۲۰ کرور روپیه               | ۲۰۱۰ | [ پ ]        |
| ۸    | وارث                   | ۳۰۰–۳۱۰ کرور روپیه           | ۲۰۲۳ | [ ۱۷ ] [ ت ] |
| ۹    | کابالی                 | ۲۹۵–۳۰۵ کرور روپیه           | ۲۰۱۶ | [ ث ]        |
| ۱۰   | بیگیل                  | ۲۸۵–۳۰۵ کرور روپیه           | ۲۰۱۹ | [ ج ]        |
| ۱۱   | سرکار                  | ۲۴۳٫۹–۲۶۰ کرور روپیه         | ۲۰۱۸ | [ چ ]        |
| ۱۲   | مستر                   | ۲۲۰–۳۰۰ کرور روپیه           | ۲۰۲۱ | [ ح ]        |
| ۱۳   | من                     | ۲۲۷–۲۴۰ کرور روپیه           | ۲۰۱۵ | [ خ ]        |
| ۱۴   | ویشواروپام             | ۲۲۰ کرور ورپیه               | ۲۰۱۳ | [ ۲۷ ]       |
| ۱۵   | اوباش                  | ۲۱۹–۲۴۰ کرور روپیه           | ۲۰۱۹ | [ د ]        |
| ۱۶   | جانور                  | ۲۱۷–۳۰۰ کرور روپیه           | ۲۰۲۲ | [ ذ ]        |
| ۱۷   | دربار                  | ۲۰۲–۲۵۰ کرور روپیه           | ۲۰۲۰ | [ ر ]        |
| ۱۸   | فرستنده                | ₹۲۰۰–۲۶۰ کرور روپیه          | ۲۰۱۷ | [ ز ]        |
| ۱۹   | ده زندگی               | ۲۰۰ کرور روپیه               | ۲۰۰۸ | [ ۲۷ ]       |
| ۲۰   | صلابت                  | ۱۹۰–۲۱۰ کرور روپیه           | ۲۰۲۳ | [ ژ ]        |